# Газмулы
Газмулы (газмули, гасмулы, греч. γασμοῦλος, мн. ч. γασμοῦλοι) — потомки смешанных греко-итальянских или греко-франкских семей времён франкократии. В большинстве случаев газмулы представляли собой детей, часто незаконнорождённых, появившихся на свет в результате связей западноевропейских рыцарей и/или итальянских купцов (позднее также представителей венецианских правящих династий на островах) с местными женщинами греческого, реже албанского, происхождения, которые часто исполняли роль домашней прислуги при дворе, содержались в качестве наложниц, рабынь, и т. д. За более чем 300-летний период существования Латинской империи и её осколков газмулы превратились в особую касту, занявшую своё место в профессиональной иерархии Балкан и Византии
времён позднего Средневековья. Мужчины-газмулы были профессиональными военными моряками, позднее наёмниками в рядах византийской, венецианской и османской армий. Само название газмулы, по-видимому, восходит к соединению тур. «гази» (воин) и лат. «мули/муляри» (мул), то есть буквально «наёмный воин смешанного происхождения». К концу XIV века термин постепенно утрачивал своё этническое описание и употреблялся для обозначения любых военно-морских пехотинцев (в том числе наёмников) в Восточном Средиземноморье.

## История
Обычно газмулы хорошо владели как минимум двумя языками (греческим, итальянским, а иногда также и старофранцузским), а потому имели размытое этноязыковое самосознание. Отношение к ним было неоднозначным. Чистокровные греки часто презирали их как национальный позор и лишнее напоминание о своём поражении в 1204 г. Венецианцы и франки также относились к ним с подозрением как к потенциальным перебежчикам. Гражданский статус газмулов постоянно был объектом взаимных претензий. Да и сами газмулы меняли свои симпатии в зависимости от социально-политической ситуации в регионе. В 1260-х гг., когда Византийская империя была восстановлена, газмулы служили в рядах византийской армии, пытаясь, часто очень успешно, выбить рыцарей и венецианцев. Самым известным газмулом этого периода был Ликарио. Но успешная реконкиста длилась недолго. По договору 1277 года, который Михаил VIII заключил с Венецией, газмулы признавались гражданами Венеции. К середине XIV века угасающая Византия потеряла весь свой былой престиж. Поэтому газмулы этого периода, равно как и их потомки, обычно исповедовали католичество и полностью разделяли интересы западноевропейских государств. К середине XV века, когда ни те, ни другие уже не могли контролировать ситуацию на Балканах, газмулы начинают наниматься на службу к туркам и со временем принимают ислам. По записям поздневизантийского автора Дуки, первый османский гарнизон, размещённый в Галлиполи в 1421—1422 гг., состоял именно из «легковооружённых газмулов». Несколько позднее, в 1474 г., османские источники упоминают о существовании здесь же двух подразделений грекоязычных мусульман.